# Николо-Варваринка
Николо-Варваринка — село в Бобровском районе Воронежской области.
Входит в состав Пчелиновского сельского поселения.

## Население
| 1859 | 2000 | 2005 | 2010 |
| ---- | ---- | ---- | ---- |
| 406  | ↗410 | ↗941 | ↗956 |

## География

### Улицы
- ул. Дорожная,
- ул. Микрорайон,
- ул. Нагорная,
- ул. Речная,
- ул. Свободы,
- ул. Советская,
- пер. Солнечный.